# نافذة سنيل

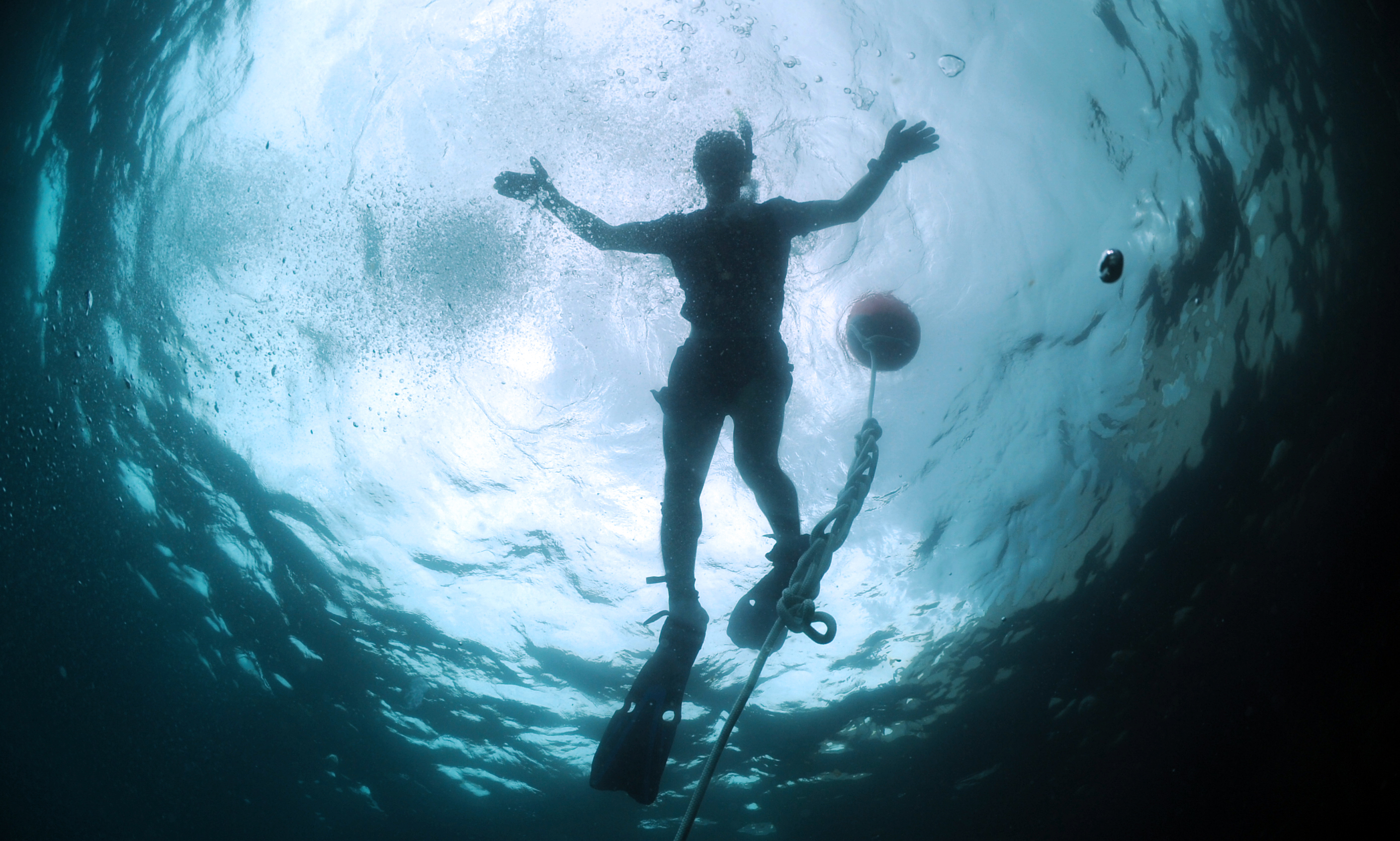

نافذة سنيل (Snell's window) هي ظاهرة يرى فيها الناظر تحت الماء كل شيء فوق سطح الماء من خلال مخروط من الضوء بعرض 96 درجة تقريبًا. وسبب هذه الظاهرة هو انكسار الضوء الداخل إلى الماء ويحكم ذلك قانون سنيل. تكون المنطقة خارج إطار نافذة سنيل إما مظلمة تمامًا أو تعرض انعكاسًا للأجسام الموجودة تحت الماء.
يقوم مصورو الأعماق أحيانًا بتكوين صورًا من أسفل بحيث تقع تلك الأجسام داخل نافذة سنيل بإضاءة خلفية مع تركيز على الأجسام.
تسمى نافذة سنيل أيضًا 'دائرة سنيل' أو 'الفتحة البصرية'.

## تكوين الصورة

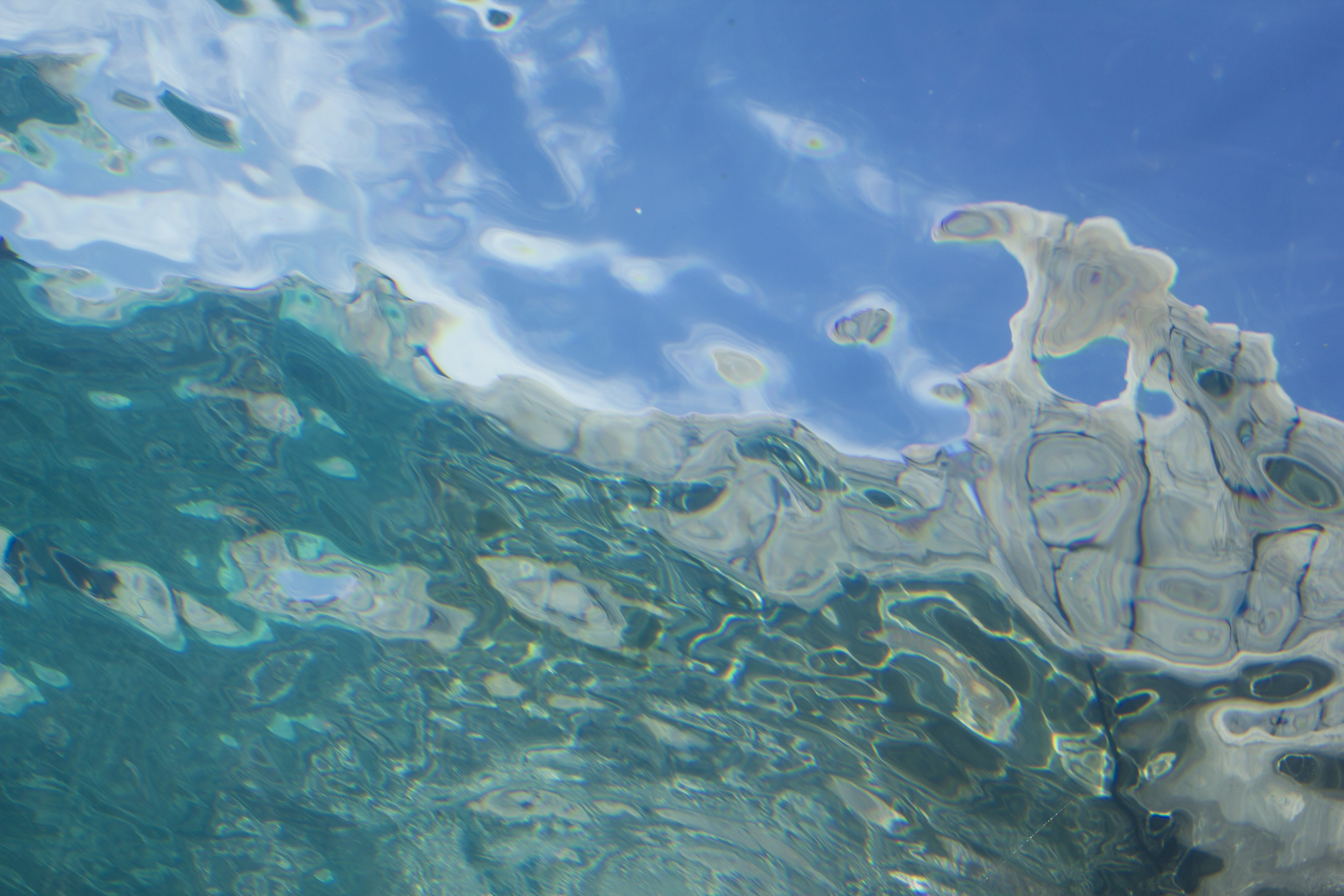
في هذه الحالة، يكون حد نافذة سنيل هو الحد بين القاع (الأزرق) والسماء المنكسرة والهياكل الموجودة فوق سطح الماء (الأزرق والرصاصي)وفي

ظل الظروف المثالية ينظر المراقب من الأعماق إلى سطح المياه ليرى صورة دائرية تماما في الأفق نصف الكروي بأكمله من الأفق للأفق. وبسبب الانكسار على السطح الفاصل بين الهواء والماء تضغط نافذة سنيل زاوية رؤية بقيمة 180 درجة للرؤية فوق الماء إلى زاوية رؤية بقيمة 79 درجة تحت الماء على غرار تأثير عدسة عين السمكة. سطوع هذه الصورة يسقط إلى لا شيء عند المحيط أو/ الأفق لأنه كلما زاد الضوء الساقط علي زوايا تماس أقل فإنه ينعكس بدلًا من أن ينكسر (انظر معادلات فريزنل). الانكسار حساس جدا لأية تشوهات عندما يستوي السطح (مثل التموجات أو الموجات) التي تؤدي لتشوهات موضعية أو تفكك كامل للصورة. وتعمل العكارة في المياه على حجب الصورة وراء سحابة من الضوء المتناثر.

## وصلات خارجية
- Explanation of the physics behind Snell's window
- Under-water photograph showing Snell's window